# 尼什京觀
尼什京觀（發音：[tɕel̩e kula]，字面意義為「骷髏塔」）是一座位於塞爾維亞尼什的石造京觀。這座京觀最初是在第一次塞爾維亞起義期間，由鄂圖曼帝國在1809年5月車加爾之役後建造。在這場戰役中，由史蒂芬·辛傑里奇率領的塞爾維亞反抗軍被鄂圖曼軍隊包圍於尼什附近的車加爾丘之上。由於被逮獲的話會被穿刺至死之故，因此辛傑里奇決定引爆反抗軍壕溝中的彈藥匣，藉此自殺，並順便擊殺進擊的鄂圖曼士兵。之後魯米利亞省行政長官胡爾希德帕夏下令以死去反抗者的頭骨，在當地建立一座京觀。建成的京觀高4.5（15英尺），落成時，這座京觀上的四面十四橫排中共嵌有952個骷髏頭。
1861年，鄂圖曼在尼什地區的最後一任行政長官米德哈特帕夏下令拆除這座京觀。而在尼什地區於1878年脫離鄂圖曼帝國的統治後，這座京觀獲得部分重建，重建後的京觀上加了一個天蓋，且一些從上拔下的骷髏頭被擺了回去。之後於1892年，一座旨在蓋住此京觀的禮拜堂破土動工，之後教堂於1894年落成，後來這座禮拜堂於1937年重修，次年堂中安置了一座辛傑里奇的胸像。1948年，這座京觀及蓋住這京觀的禮拜堂獲指定為特別重要文化財，並獲得塞爾維亞社會主義共和國政府的保護。後來教堂於1989年再次重修。
在2025年，這座京觀內依舊嵌有58個骷髏頭；而被認為是辛傑里奇頭骨的骷髏頭，則被另外安置在京觀一旁的玻璃櫃中展示。如今這座京觀被普遍視為是塞爾維亞獨立的象徵，並成了熱門觀光景點，每年吸引大約30,000至50,000人參觀。

## 歷史

### 修築

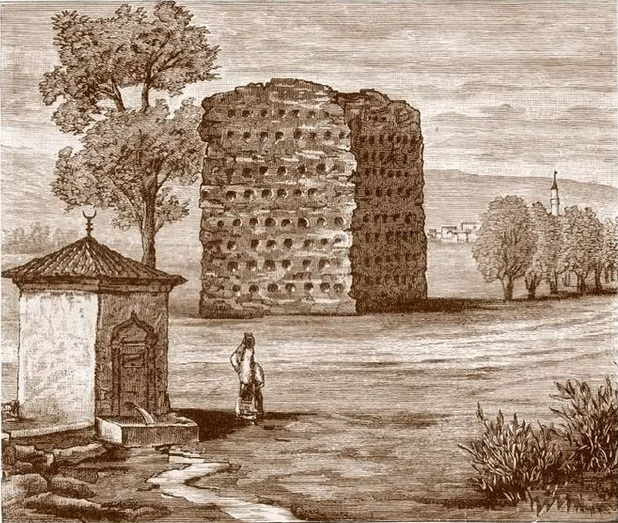
菲利克斯·菲利普·卡尼茨在1863年的一幅素描中所描繪的尼什京觀。

1804年2月，由卡拉喬爾傑所領導的、反抗鄂圖曼土耳其統治的第一次塞爾維亞起義爆發。在1809年5月19日，由由史蒂芬·辛傑里奇率領的3000名塞爾維亞反抗軍人士在尼什一帶的卡梅尼察村附近的車加爾丘被鄂圖曼軍隊攻擊。由於指揮官米羅耶·彼得羅維奇（Miloje Petrović）和彼得·多布爾尼亞次彼此間的競爭之故，反抗軍受缺乏協調所困，而這結果就是辛傑里奇的部隊無法得到其他反抗軍的分遣隊的支援，因此盡管最初人數上佔優勢的鄂圖曼軍隊數次被反抗軍擊退，並損失了數千人，但最後依舊沖破了塞爾維亞軍的前線。由於被逮獲的話會被穿刺至死之故，因此辛傑里奇決定引爆反抗軍壕溝中的裝有火藥的彈藥匣，而這引發了大規模的爆炸，而這爆炸炸死了他自己及附近的所有人。

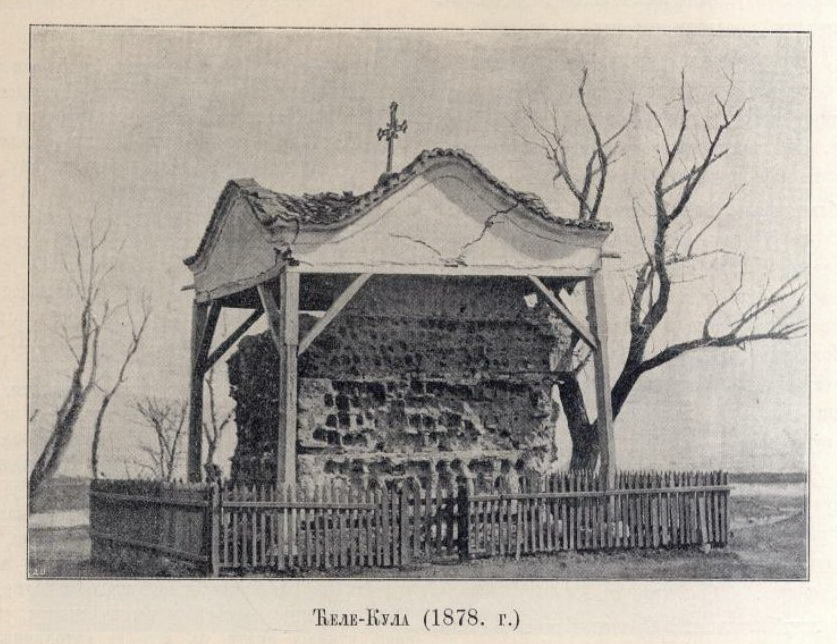
尼什京觀於1878年的樣子。

戰鬥結束後，魯米利亞省行政長官胡爾希德帕夏下令將辛傑里奇及其手下的遺體的頭剝皮揎草並進獻給時任鄂圖曼帝國蘇丹的馬哈茂德二世。蘇丹看過反抗者的頭顱後，這些頭顱被送回尼什，之後鄂圖曼帝國在當地修築了一座京觀，以警告當地人參與反抗的下場；鄂圖曼帝國有以反抗者頭顱修築京觀以威嚇敵手的習俗，而當時鄂圖曼帝國在從伊斯坦堡到貝爾格勒的道路沿途修築京觀。尼什的京觀以沙子和石灰岩建造，其結構高4.5（15英尺）。起初這座位於尼什的京觀，其四面十四個橫排上，總共嵌有952個骷髏頭，而當地人仿照土耳其語意為「骷髏塔」的「kelle kulesi」一詞，將這京觀給稱為ćele kula。
法國浪漫主義詩人阿方斯·德·拉馬丁曾在1833年經過尼什時看過這座京觀，當時京觀上的骷髏頭已因長年曝曬之故而白化。德·拉馬丁後來對此寫道：「我的眼睛和心臟會晤了以自己被砍下的頭顱奠定他們家鄉獨立的勇者。」並寫道：「願塞爾維亞人牢記此刻！這將時刻教導他們的子孫民族獨立的價值，告訴他們他們的父祖為此須付出的真實代價。」德·拉馬丁的紀錄吸引了許多西方遊客參觀尼什。尼什這座京觀也在英國旅行作家亞歷山大．威廉．金雷克出版於1849年的作品中有所提及。

### 拆除與保存

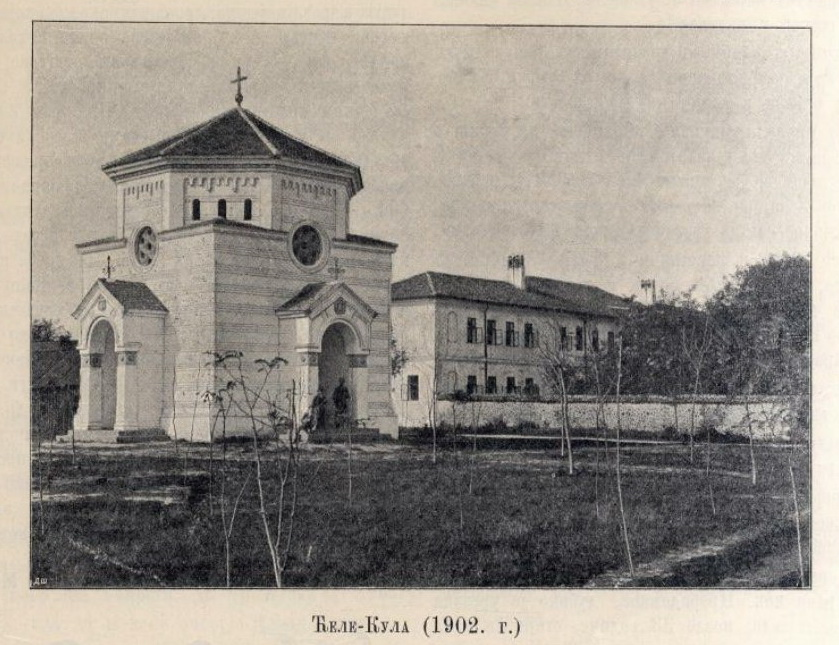
蓋住京觀的禮拜堂，攝於1902年。

京觀落成後，隨著時間的經過，其上的許多骷髏頭從牆上掉落，其中一些被人當成自己死去的家人的頭骨，而被帶回收葬，另一些則被挖寶人給偷走。鄂圖曼在尼什地區的最後一任行政長官米德哈特帕夏在1861年下令拆除這座京觀，而他之所以這樣下令，是因為他意識到說京觀不僅不再是威嚇潛在反抗者的有效措施，反會激化對鄂圖曼帝國的仇恨、使人更加牢記鄂圖曼帝國的殘暴之故。在拆除過程中，京觀上剩餘的骷髏頭被卸下。
在尼什地區於1878年脫離鄂圖曼帝國的統治後，塞爾維亞皇家軍隊搜索了這座城鎮及周遭地區，以尋找失蹤的骷髏頭。其中一個骷髏頭被發現深嵌於京觀的牆面上，之後這骷髏頭被送往位於貝爾格勒的塞爾維亞國家博物館。之後人們在這座京觀上加了天蓋，天蓋上並加了一個十字架，而這就是這座京觀在寫實主義畫家喬爾傑·柯爾斯第奇在1883年所畫的樣子。1892年，一座旨在蓋住此京觀的禮拜堂破土動工，之後於1894年，這座由建築師迪米特利耶·來科設計的禮拜堂的基礎受祝聖。此外一塊在1904年時附近一塊獻給禮拜堂的牌匾上寫道：「獻給科索沃戰役後的第一批塞爾維亞解放者。」
禮拜堂在1937年獲得重修，次年堂中安置了一座辛傑里奇的胸像。1948年，這座京觀及蓋住這京觀的禮拜堂獲指定為特別重要文化財，並獲得塞爾維亞社會主義共和國政府的保護。後來教堂於1989年再次重修。在2025年，這座京觀內依舊嵌有58個骷髏頭；而被認為是辛傑里奇頭骨的骷髏頭，則被另外安置在京觀一旁的玻璃櫃中展示。

## 遺產

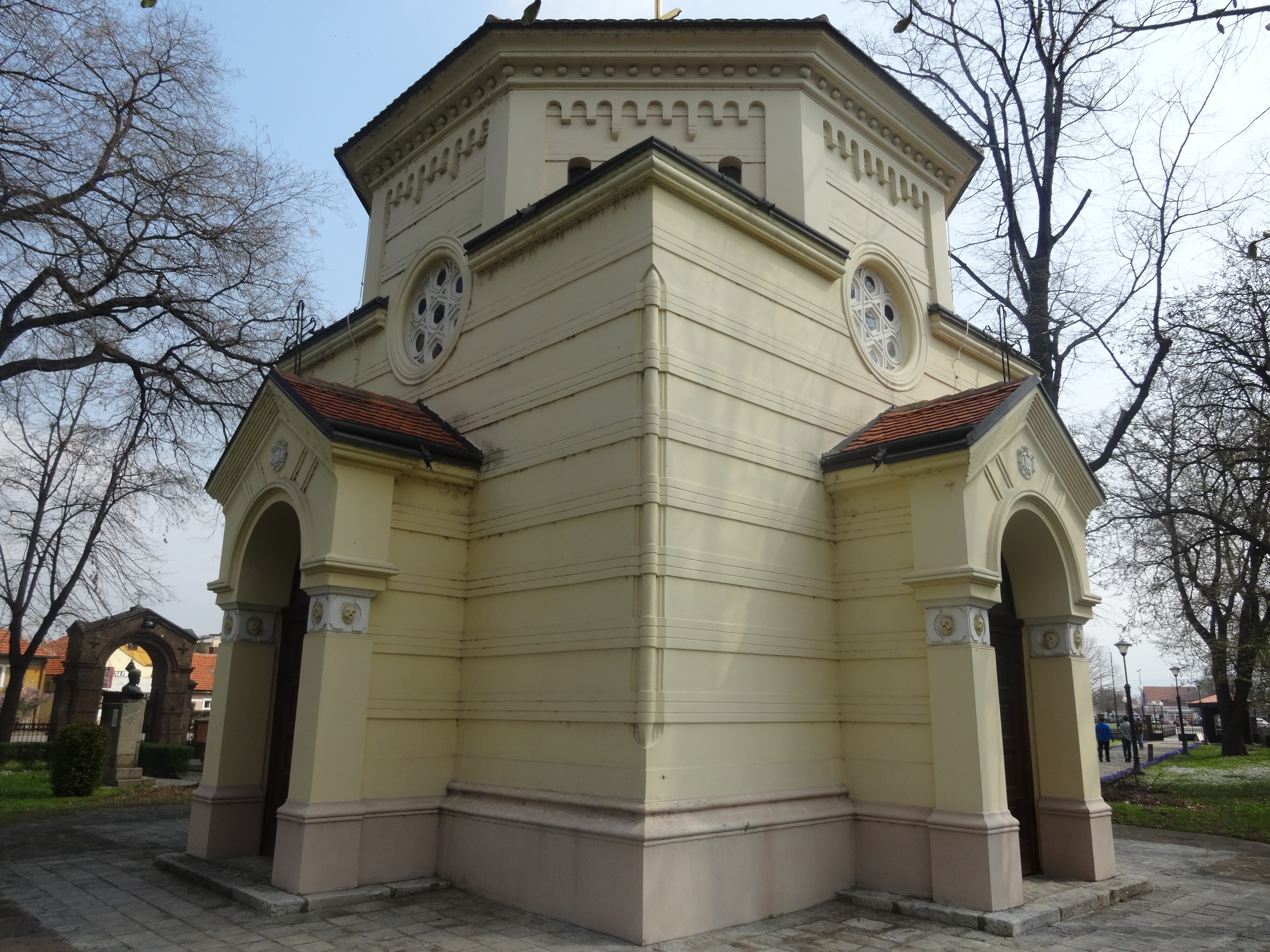
蓋住京觀的禮拜堂，攝於2014年。

尼什京觀至今依舊是塞爾維亞鄂圖曼統治時代最重要的象徵。政治學者比爾哥蘇·須梅爾（Bilgesu Sümer）寫道說，這座京觀「依舊是塞爾維亞國族認同的重要遺產所在。」在塞爾維亞，以及塞爾維亞國內和國外的塞爾維亞之間，這座京觀被認為是塞爾維亞掙扎脫離鄂圖曼帝國以獲取獨立的象徵。這京觀在建成後的一兩個世紀成了塞爾維亞的朝聖地之一。南斯拉夫解體前，有超過上萬名來自前南斯拉夫各地的學童參觀過這座京觀。尼什京觀至今依舊是塞爾維亞最熱門觀光景點之一，每年吸引大約30,000至50,000人參觀。
塞爾維亞詩人米蘭·喬爾傑維奇認為尼什京觀是他所說的「巴爾幹驚悚」的代表之一。1957年，受塞爾維亞歷史啟發，作曲家杜山·拉第奇普了一首名為「骷髏塔」的清唱套曲。尼什京觀也成了現代主義詩人瓦斯科·波巴在1971年完成的作品「豎立之土」第四組詩詞的同名標題。這座京觀也上了塞爾維亞搖滾樂團燉魚樂團在1985年的專輯的封面，在其中團員的臉被嵌在京觀的牆上，而這專輯的封面是由藝術家雨果斯拉夫·夫拉和維奇所設計的。
貝爾格勒軍事博物館的展覽中，包括了一座這座京觀的複製品。2024年，一組塞爾維亞的人類學家開始以京觀上剩餘的骷髏頭對其樣貌進行法醫重建；然而為了避免破壞骷髏頭以及京觀的結構，因此他們不會進行DNA分析。這計畫由塞爾維亞和周遭國家的人的私人捐款資助。

## 圖集

尼什京觀
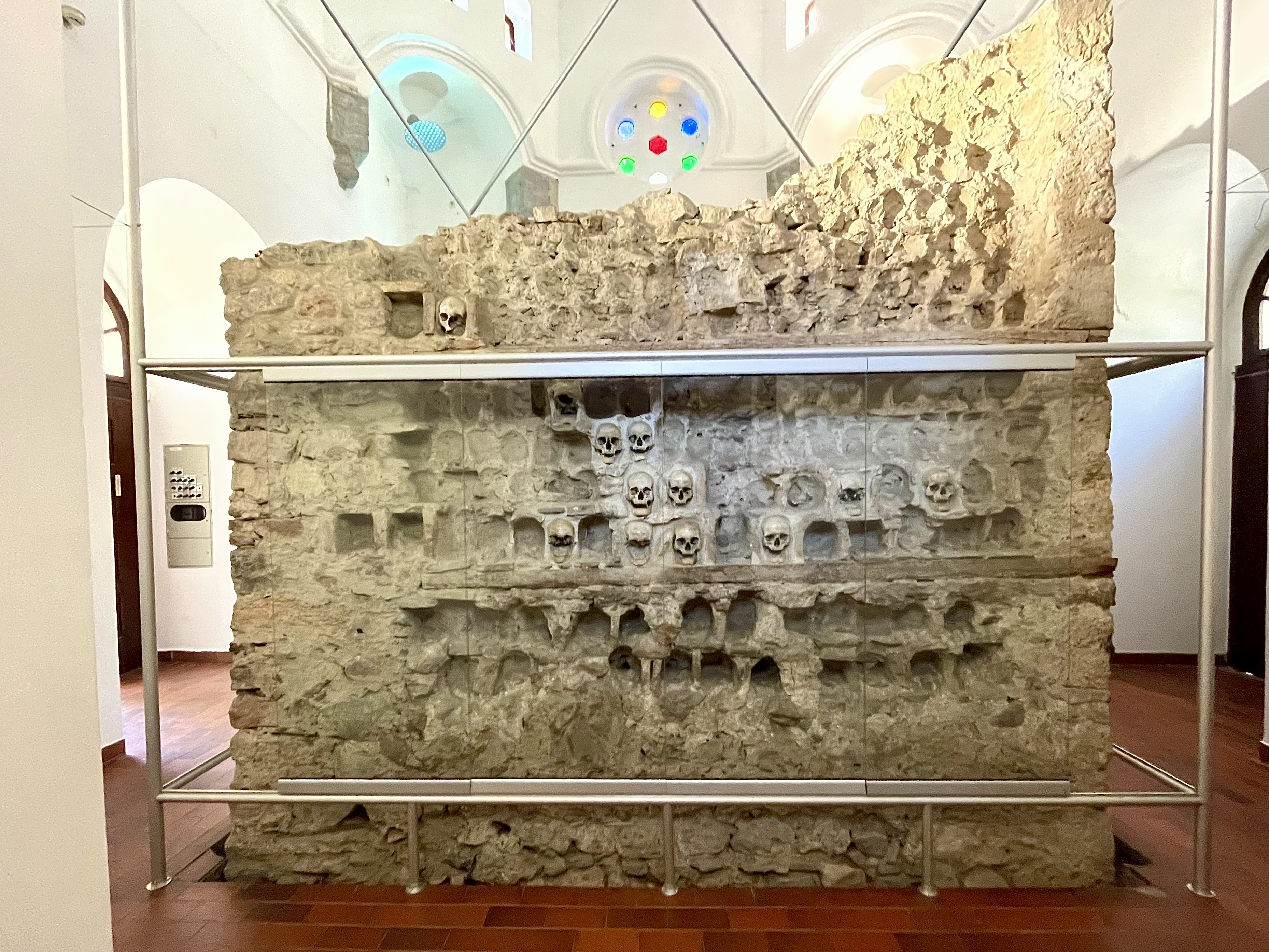
向南部分
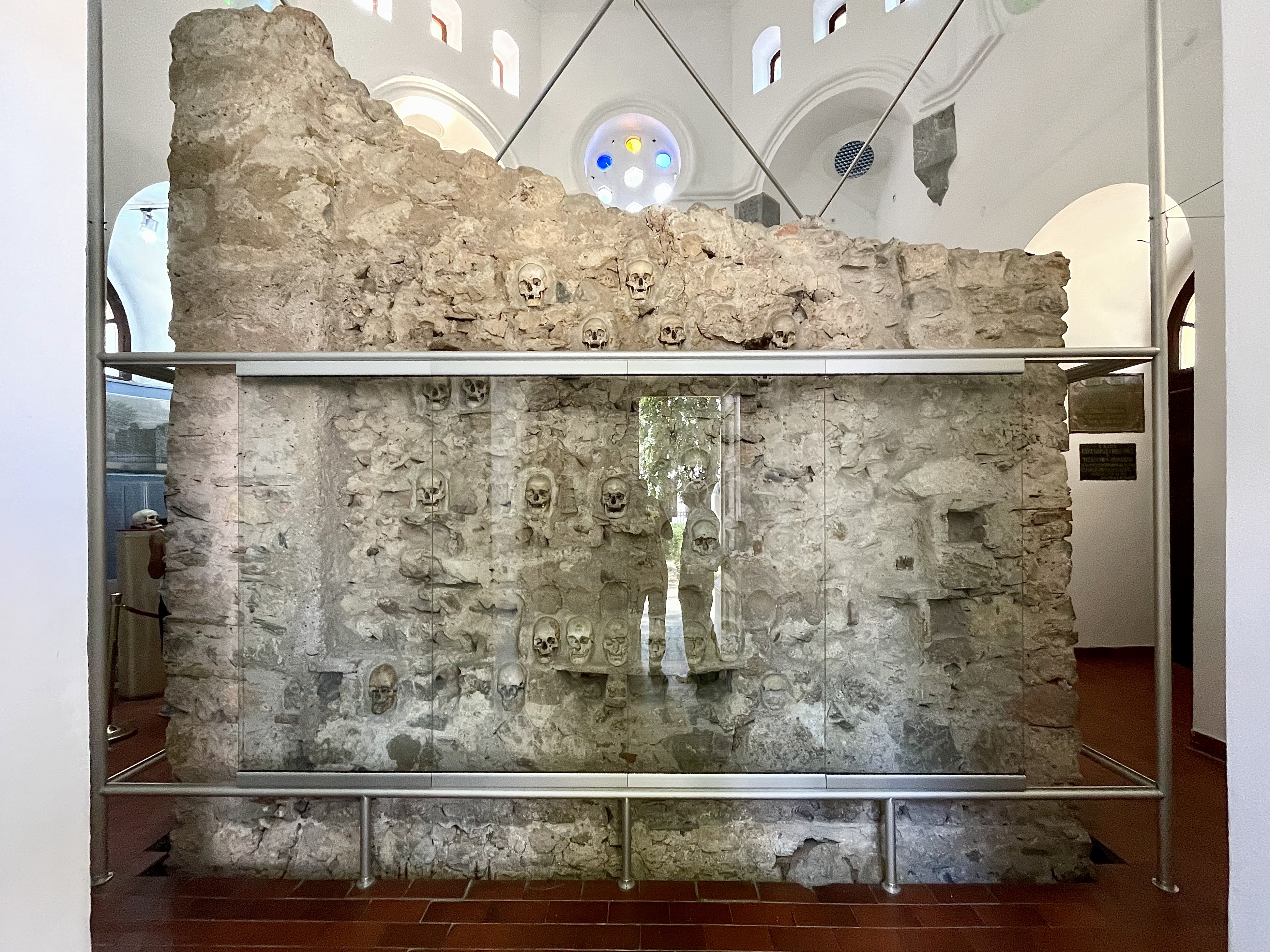
向北部分
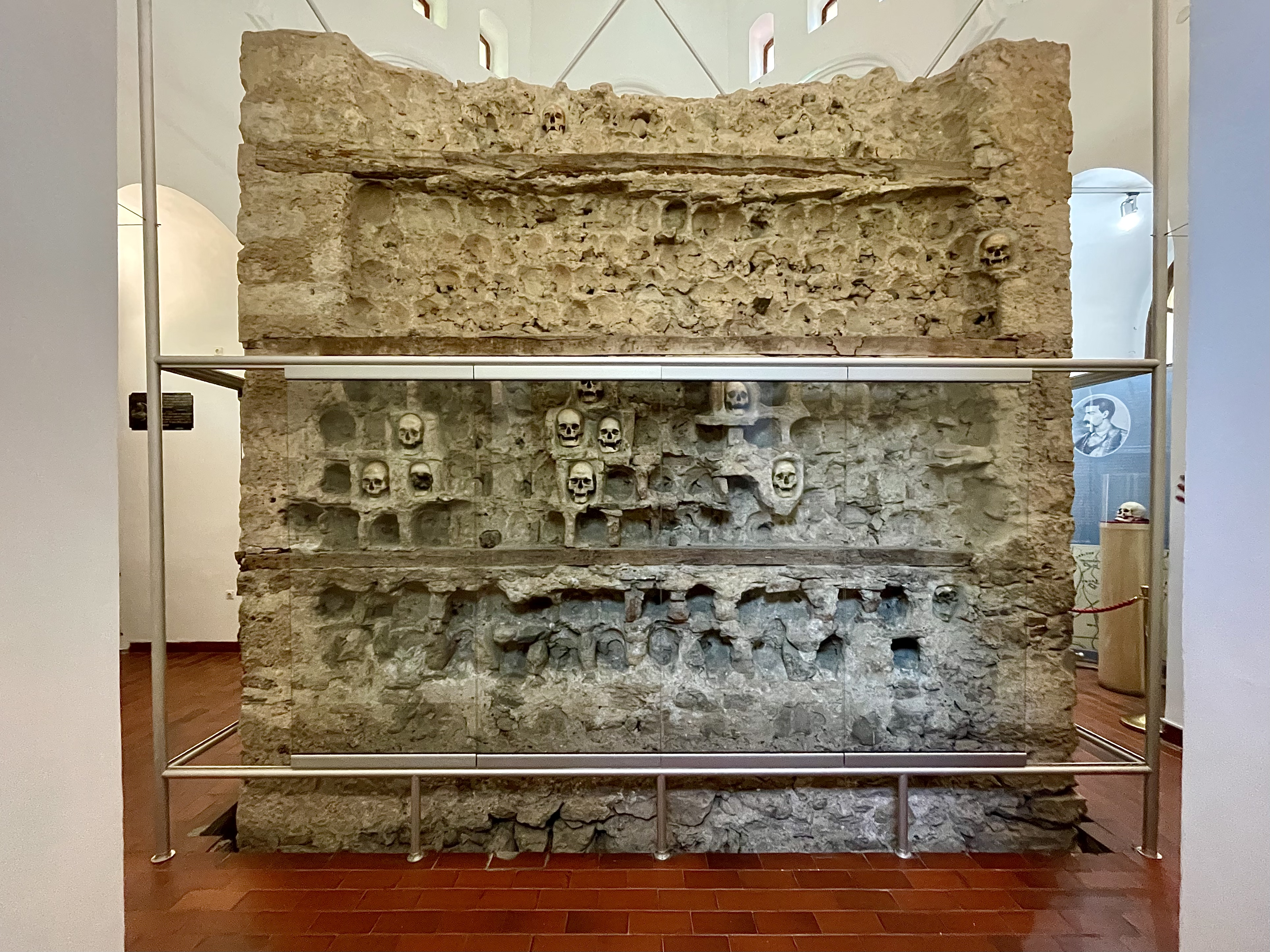
向東部分
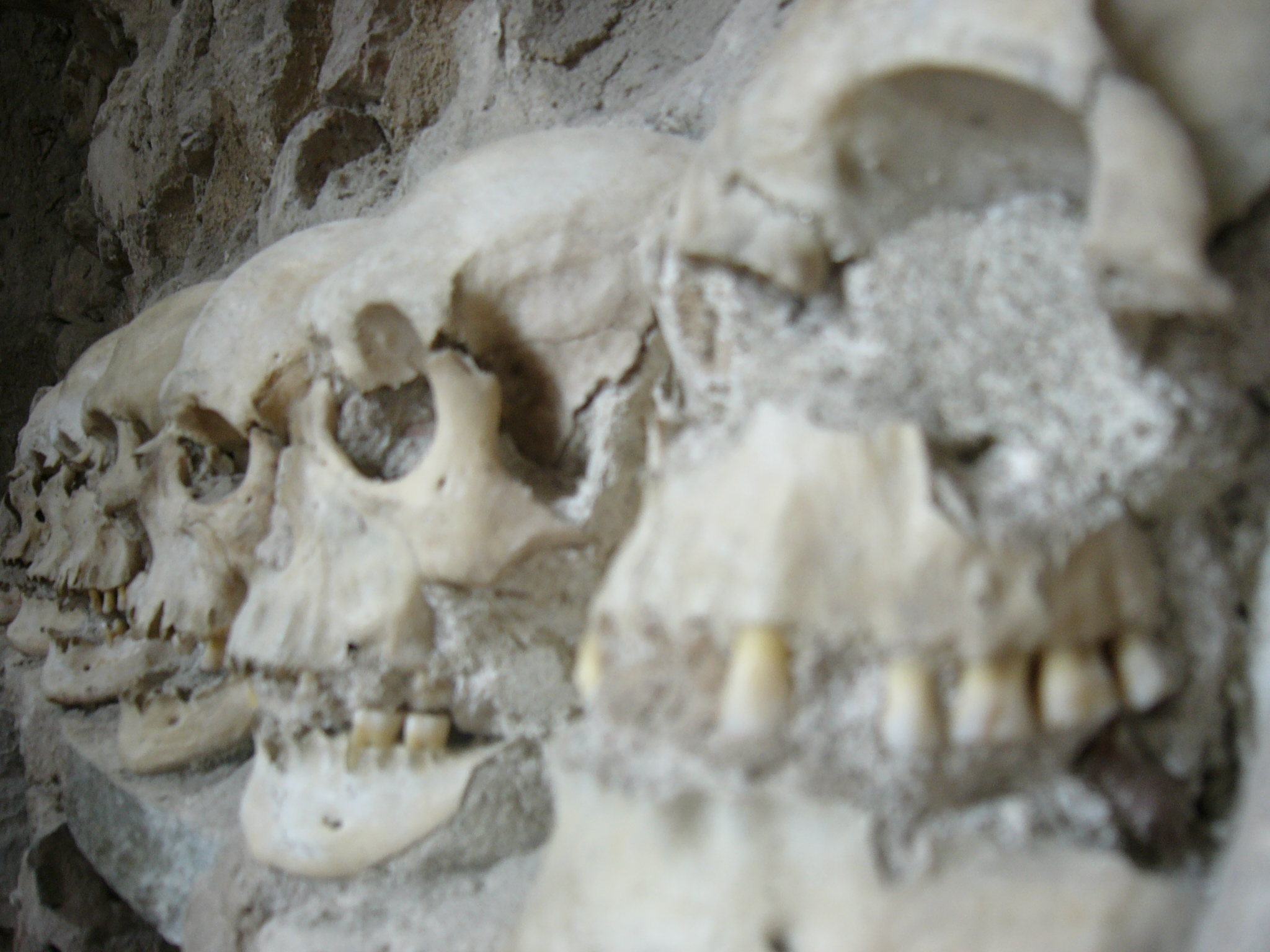
鑲嵌其上的骷髏頭
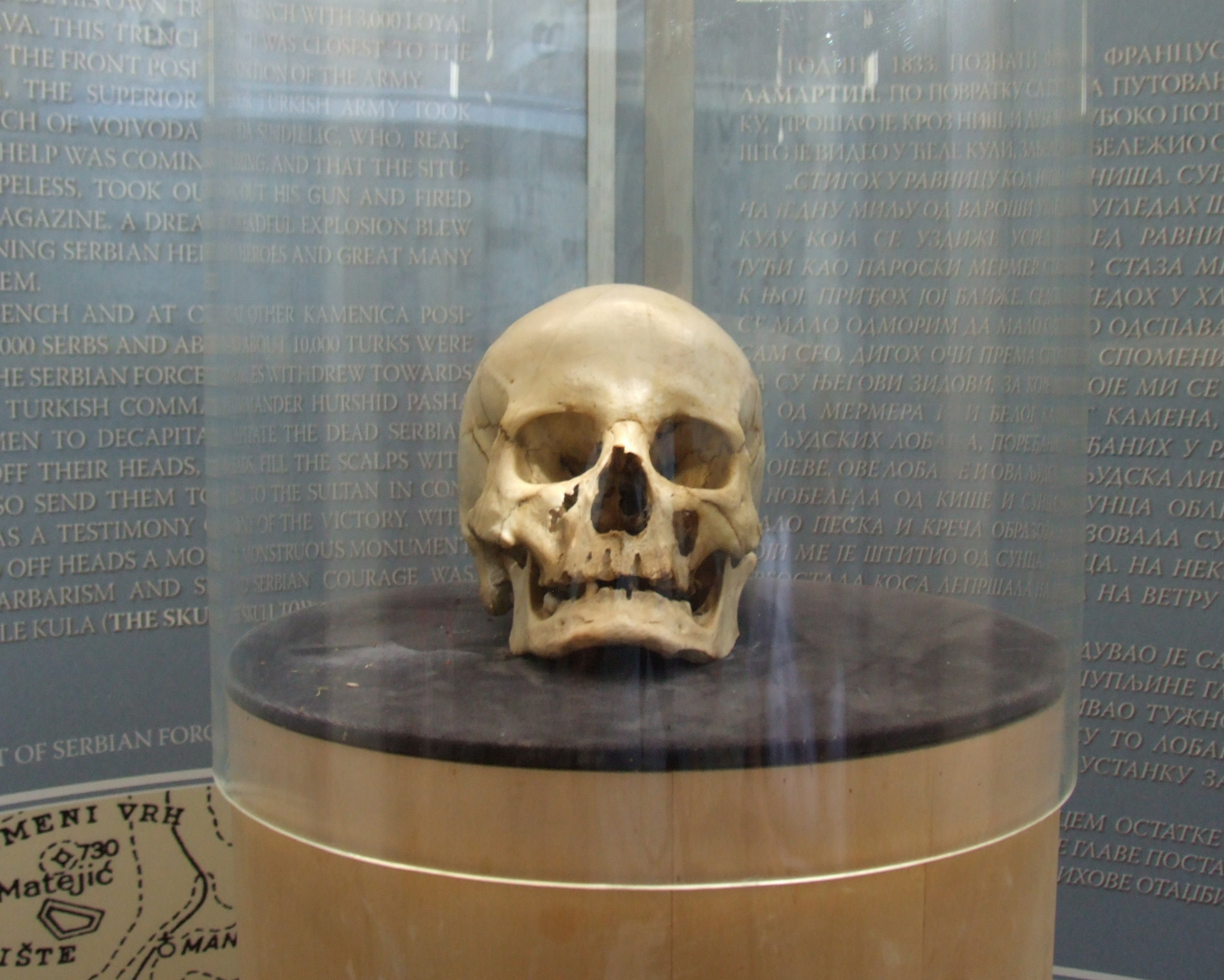
被認為是辛傑里奇頭骨的骷髏頭

## 註解
1. ↑  .   [2024-11-06]. （原始内容存档于2024-12-04）.
2. ↑  Judah 2000，第51頁.
3. ↑  Castellan 1992，第241頁.
4. 1 2  Damnjanović & Merenik 2004，第65–66頁.
5. 1 2  Vucinich 1982，第141頁.
6. ↑  Hall 1995，第297頁.
7. 1 2 3 4  Judah 2000，第279頁.
8. 1 2  Merrill 2001，第178頁.
9. ↑  Quigley 2001，第172頁.
10. 1 2 3 4  Sümer 2021，第141頁.
11. 1 2 3  Jezernik 2004，第144頁.
12. ↑  Hürriyet Daily News 27 February 2014.
13. ↑  Longinović 2011，第38–39頁.
14. 1 2 3 4 5  Judah 2000，第280頁.
15. 1 2  Makuljević 2012，第36–37頁.
16. 1 2  Babović 14 July 2009.
17. ↑  Pavićević 2021，第148頁.
18. ↑  Garcevic 19 December 2016.
19. ↑  Levy 2015，第222頁.
20. ↑  Merrill 2001，第179頁.
21. ↑  Milin 2009，第86–87頁.
22. ↑  Lekić 1993，第38頁.
23. ↑  Kostić 28 December 2015.
24. ↑  Euronews Srbija 5 June 2024.

## 外部連結
- 尼什市官網對車加爾之役的介紹 （英語）
- 尼什國家博物館對這座京觀的介紹 （页面存档备份，存于） （塞爾維亞語）